# گتیالی
گتیالی (به انگلیسی: Gatiali) یک منطقهٔ مسکونی در پاکستان است که در پنجاب واقع شده‌است.